# Білик Любомир Степанович
Любомир Степанович Білик (нар. 9 травня 1953, с. Заднишівка, нині належить до смт Підволочиськ Тернопільської області) — український вчений-лікар, педагог. Кандидат медичних наук (1996), заслужений лікар України (1996). Член Української академії економічної кібернетики (1999), член-кореспондент Української екологічної АН (2000). Брат Мирослава Білика.

## Життєпис
Закінчив Тернопільський медичний інститут (1976, нині університет). Працював лікарем, головним лікарем лікарень с. Токи Підволочиського і сіл Катеринівка та Великі Дедеркали Шумського районів (1976—1992).
Від 1992 — директор Чортківського медичного училища (нині коледж).

## Наукова діяльність
Займається експериментальним дослідженнями доцільності використання ентеросорбенції полісорбом у поєднанні з гепатопротекторами для підвищення ефективності фармакотерапії гострих уражень печінки хімічними агентами.
Автор наукових праць.

## Громадсько-політична діяльність
Депутат Тернопільської обласної ради 1-4 скликань (від 1990), (2006—2009), член її президії, голова постійної комісії з питань освіти, науки, молодіжної політики, фізкультури, спорту та туризму.
Депутат Чортківської міської ради (2010—2015).
Під час сесії Тернопільської облради 22 вересня 2016 року запропонував «з голосу» включити до порядку денного питання щодо звільнення з посади виконувача обов'язків головного редактора газети «Свобода» Михайла Лисевича і призначення на цю посаду Віктора Уніята, що викликало гостру критику журналістів видання через незаконність даної пропозиції.

## Нагороди
- Орден «За заслуги» I ст. (25 червня 2016) — за значний особистий внесок у державне будівництво, соціально-економічний, науково-технічний, культурно-освітній розвиток України, вагомі трудові здобутки та високий професіоналізм[2]
- Орден «За заслуги» ІІІ ступеня (2002)[3].
- «Почесний громадянин міста Чорткова» (2013)[4][5]
- лауреат конкурсу «Людина року-2008» (Тернопільщина)